# Lauriane Riquet
 (juillet 2021).
Lauriane Riquet, née le 30 novembre 1998, est une actrice française.

## Biographie

### Carrière
De 2016 à 2019, Lauriane Riquet suit les cours d'art dramatique des Cours Florent. 
En 2020, Lauriane Riquet interprète le rôle de Sœur Rosanna dans le film Benedetta de Paul Verhoeven, librement inspiré de la vie de Benedetta Carlini, une religieuse catholique italienne du XVIIe siècle,. Le long-métrage est présenté en sélection officielle du Festival de Cannes 2021.

## Filmographie

### Cinéma

#### Longs métrages
- 2009 : L'Affaire Farewell de Christian Carion : Ophélie
- 2010 : Une petite zone de turbulences d'Alfred Lot : Sarah
- 2010 : La Lisière de Géraldine Bajard
- 2011 : De bon matin de Jean-Marc Moutout
- 2016 : Le Ciel attendra de Marie-Castille Mention-Schaar : Amel
- 2021 : Benedetta de Paul Verhoeven : Sœur Rosanna

#### Courts métrages
- 2017 : Sur Mesure de Camille Pourcel : Prune
- 2018 : Julie et Jeanne de Lin Tao : Julie
- 2018 : Héritage de Pauline Artayet : Salomé
- 2020 : L'autre échelle de Nicolas Guillet : Sacha
- 2020 : Jour de bois de Zelli Decaix

### Télévision
- 2008 : Alice Nevers : Le juge est une femme de René Manzor : Mini miss Marie
- 2015 : Le Sang de la vigne de Régis Musset : Épisode « Un coup de rosé bien frappé » (saison 5, épisode 1)
- 2016 : Profilage de Vincent Jamain : Juliette Grandin (saison 7, épisode 7)

## Théâtre
- 2018 : L'Homme Brûlé de Christophe Tostain, mise en scène de Pierre Florac
- 2018 : Maison de Poupée d'Henrik Ibsen, mise en scène Michel Fau
- 2018 : Pylade de Pier Paolo Pasolini, mise en scène de Fabrice Michel
- 2019 : Un Pays ou Dieu ne règne plus d'Hirone Picard
- 2020 : Woyzeck de Georg Büchner, mise en scène de Nicolas Guillet[5]
- 2020 : Anciupecio ou le destin de Mania, d'après l'histoire de Marie Curie d'Ambre Reynaud, mise en scène d'Ambre Reynaud[6]